# Neoromicia brunneus
Neoromicia brunneus es una especie de murciélago de la familia Vespertilionidae.

## Distribución geográfica
Se encuentra en Camerún República Democrática del Congo Costa de Marfil, Guinea Ecuatorial Gabón Ghana Liberia Nigeria Sierra Leona.

## Hábitat
Su hábitat natural son: bosques secos tropicales o subtropicales.

## Estado de conservación
Se encuentra amenazada de extinción por la pérdida de su hábitat natural.